# Dolpo
Le Dolpo (tibétain : དོལ་པོ) est une région de haute altitude située à l'ouest du Népal, dans la partie supérieure du district de Dolpa, bordée au nord par la Chine. Une partie de la région se trouve dans le parc national Shey Phoksundo. La région est reliée au reste du Népal via l'aéroport de Jufal, accessible en trois jours à cheval. Culturellement tibétaine, la population est connue sous le nom de Dolpo (ou Dolpo-pa, en tibétain standard ; Dhol-wa dans le dialecte local). Elle a un mode de vie agro-pastoral. Il n'existe pas de chiffres précis la dénombrant, avec des estimations comprises entre moins de 5 000 habitants et 18 000,.

## Géographie

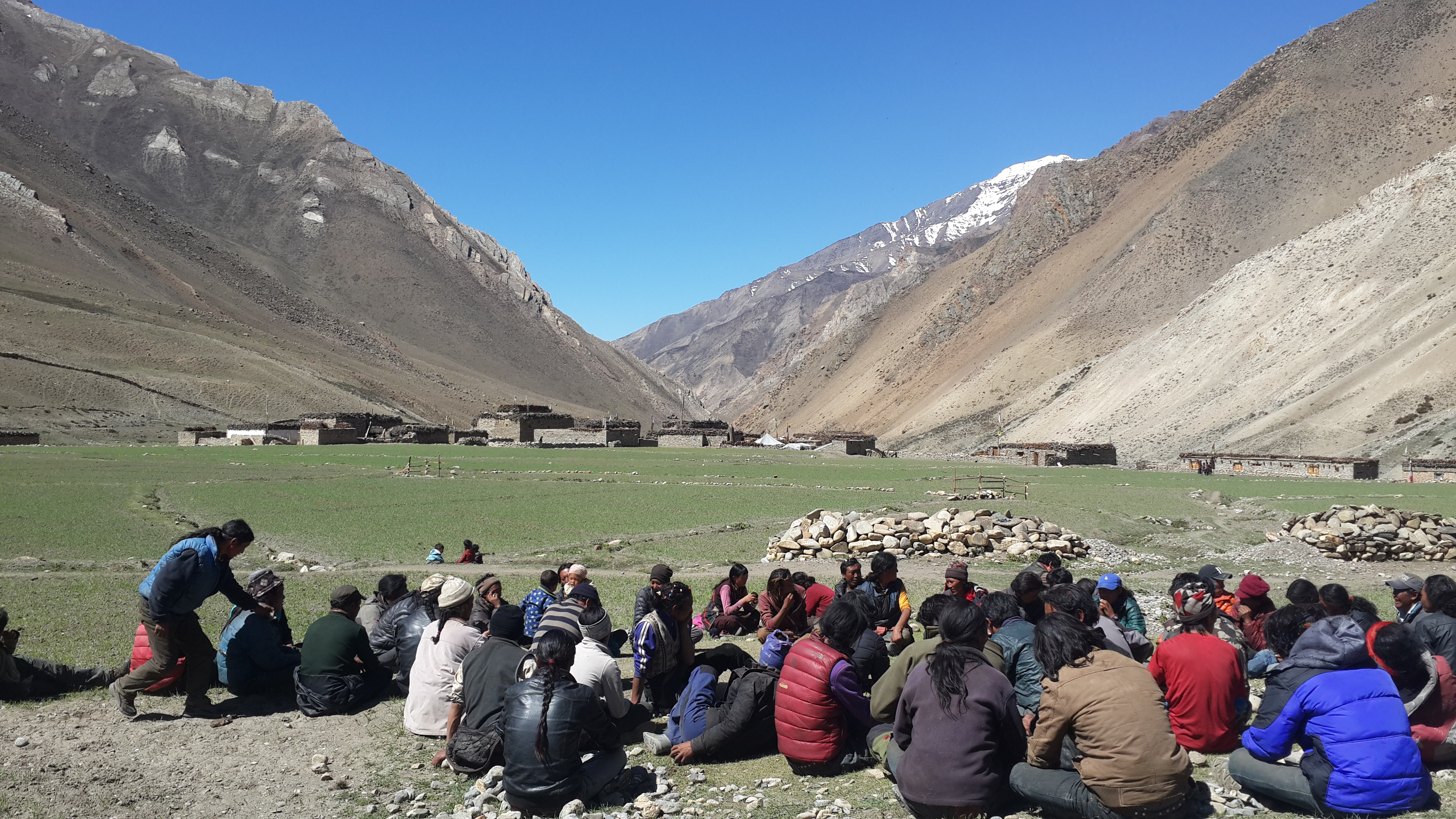
La population locale en réunion à Dolpo.

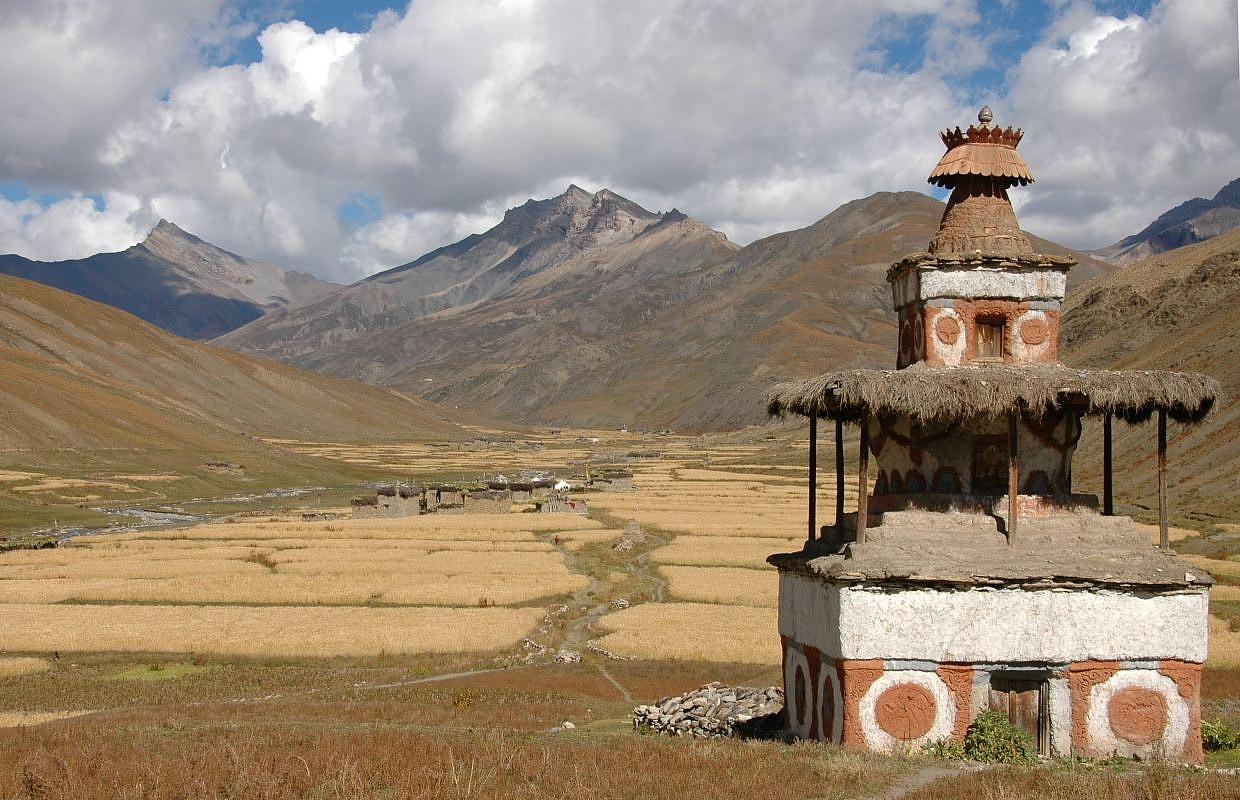
Chörten dans les champs d'orge ; Vallée de Tarap dans la partie sud de Dolpo.

Le Dolpo fait géologiquement partie de la zone sédimentaire tibétaine-Téthys (en) de l'Himalaya. Il est bordé au sud de chaînes de montagnes himalayennes dont le Dhaulagiri (8 172 mètres). Ces barrières nuageuses provoquent un climat semi-aride, avec des précipitations annuelles inférieures à 500 millimètres. Au nord s'étale le haut plateau tibétain, désert herbeux secoué par les tempêtes et creusé par les eaux changeantes du Tsangpo (nom tibétain du Brahmapoutre). Même aujourd'hui, la région est difficile d'accès. Pour y accéder, depuis la route, trois semaines de marche sur des sentiers étroits et escarpés sont nécessaires. Il faut franchir des cols de plus de 5 000 m d'altitude, tantôt au milieu de tempêtes imprévisibles, tantôt sous un soleil brûlant,.
La région est historiquement divisée en quatre vallées : Tsharka (« bon lieu de croissance »), Tarap (« excellent augure »), Panzang (« demeure des moines ») et Nangkhong (« lieu le plus intérieur »). Ils constituent quatre des sept comités de développement villageois créés en 1975. Les vallées au sud du bassin versant se jettent dans la rivière Bheri. Les comités de cette zone sont (à peu près d'est en ouest) :
- Chharka (Vallée de Tsharka) ;
- Mukot ;
- Dho (Vallée du Tarap) ;
- Phoksundo (en).

Les vallées du nord entre le bassin versant et le Tibet s'écoulent vers l'ouest par la rivière Langu, un affluent de la rivière Karnali via le Mugu Karnali. Les comités dans cette zone sont :
- Tinje (vallée de Panzang) ;
- Saldang (vallée de Nangkhong) ;
- Bhijer.

Le Dolpo peut être grossièrement divisé en quatre vallées, dont chacune est représentée depuis 1975 par un comité de développement villageois : Dho (Vallée du Tarap), Saldang (Vallée de Nankhong, la plus peuplée), Tinje (vallée de Panzang) et Chharka (vallée de Tsharka). Il existe également des comités de développement villageois plus petits à Bhijer, Mukot et Phoksundo,.
L'agriculture est possible à des altitudes de 3 800 à 4 180 mètres (les villages de la vallée de Shimen Panzang et de Chharka, respectivement), mais nécessite souvent l'irrigation. Outre l'orge, les cultures comprennent le sarrasin, le millet, la moutarde, le blé, les pommes de terre, les radis, et les épinards. Similairement à la transhumance dans les Alpes, la population migre entre les villages et les pâturages d'été d'altitude (de 4 000 à 5 000 metres), selon un mode de vie appelé samadrok (en gros « nomades agricoles »).

## Commerce

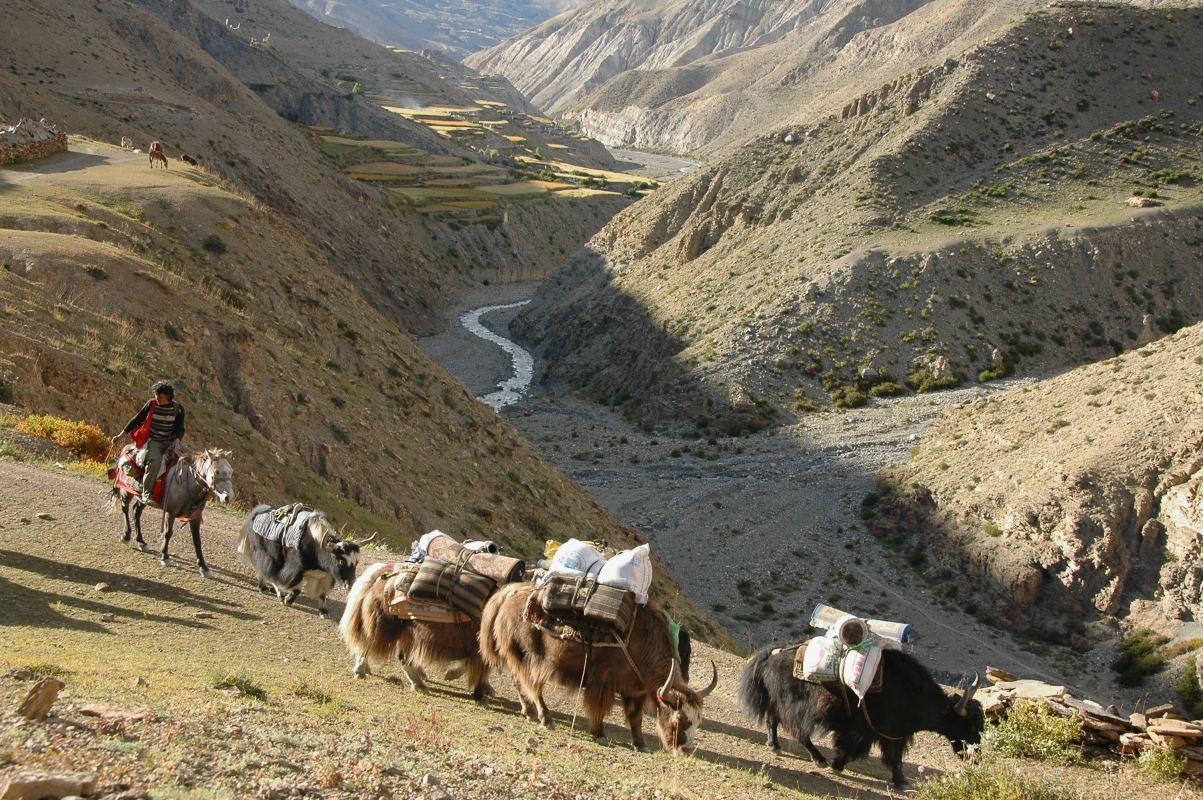
Caravane de yacks près de Saldang, dans la partie nord du Dolpo.

Les produits locaux ne suffisent pas à garantir la survie. Les Dolpo-pa échangeaient traditionnellement du sel du Tibet vers les parties inférieures du Népal, où ils entretiennent des relations dites netsang (littéralement « lieu de nidification »), décrites pour la première fois par Kenneth M. Bauer. Selon lui, chaque famille du Dolpo a des partenaires netsang dans la plupart des villages du district du Dolpo, via un réseau qui facilite les déplacements ainsi que le commerce. En échange du sel, les netsang fournissent du grain et un abri. Les partenaires netsang commercent entre eux à des conditions préférentielles, basées sur des relations familiales qui peuvent durer plusieurs générations. Des changements récents, tels que la disponibilité aisée du sel provenant d'autres régions et la fermeture de la frontière avec le Tibet depuis 2020, ont mis le système du netsang sous pression,.

## Histoire

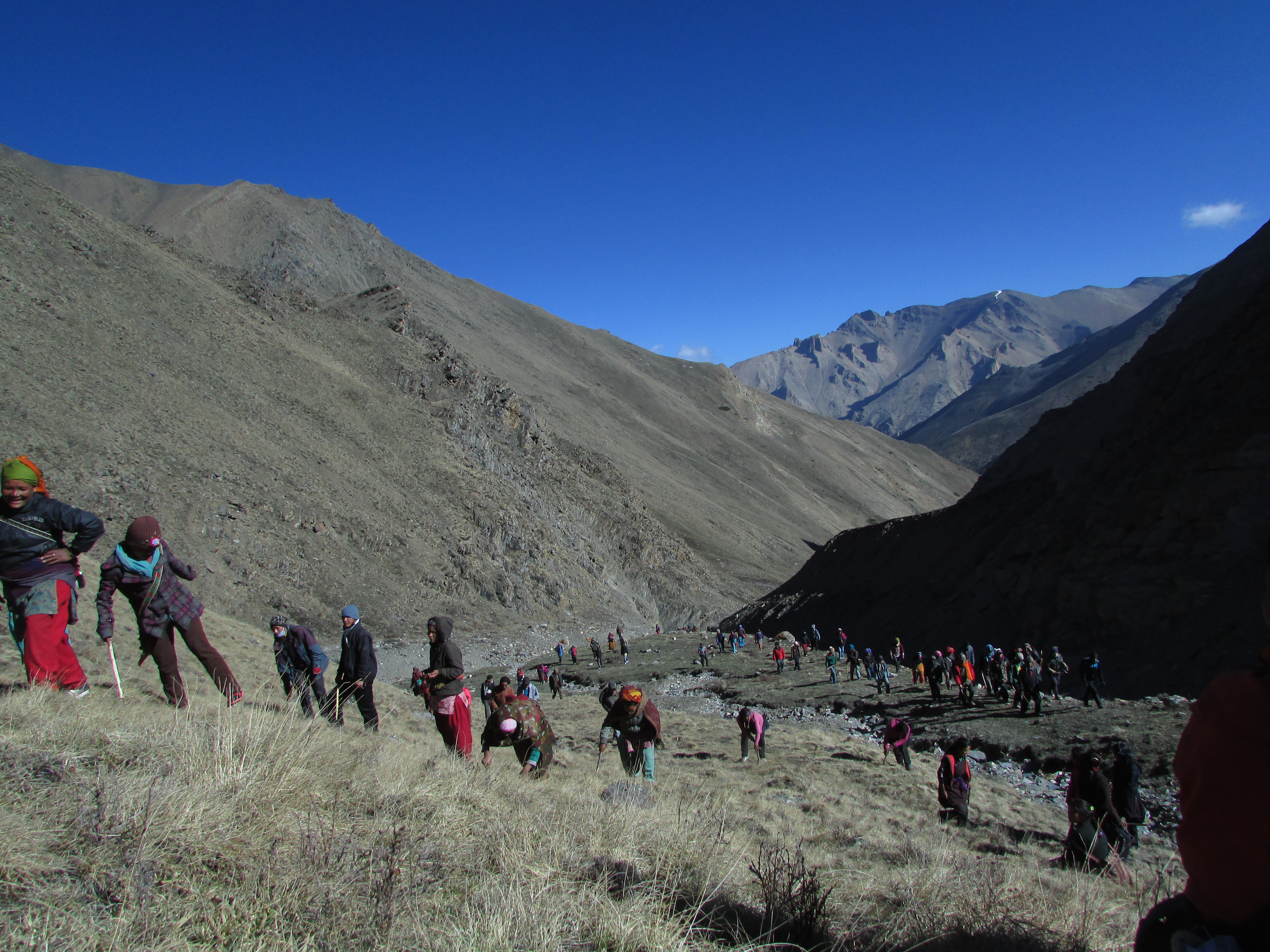
Village Dolpo.

Le Dolpo fit autrefois partie intégrante du Tibet. Il entretient de longue date des liens avec le royaume hindou de Jumla à l'ouest, mais surtout le royaume de Lho (Mustang) à l'est.
Ce territoire apparaît dans les documents historiques depuis environ le VIIIe siècle. Entre le VIe siècle et le VIIIe siècle, la dynastie tibétaine Yarlung conquiert la plupart des territoires de langue tibétaine. Cette conquête semble avoir provoqué une migration vers le sud vers le Dolpo et les zones périphériques le long du cours supérieur de la rivière Kali Gandaki (Lo et Serib). Une légende dit qu'au VIIIe siècle, ce Bé-yül (« pays caché ») fut découvert par Guru Rimpoché, grand maître tantrique qui apporta le bouddhisme de l'Inde au Tibet. En 842, le Tibet s'effondre et Dolpa tombe sous le royaume de Purang. Au Xe siècle, Purang et Dolpa ont temporairement été inclus dans le royaume de Gugé. Mais ils en ont ensuite été séparés, lorsque le roi Kyide Nyimagon a divisé le Gugé entre ses trois fils,.
Vers 1253, sous le règne du roi Ya-rtse A-sog-lde, le Dolpo et le Serib passèrent aux mains du souverain de Gungthang, mGon po lde. Ce dernier les réunit alors et les répartit parmi trois provinces de Ngari. Des documents historiques nous apprennent que les troupes mongoles ont atteint le Dolpo pour conquérir cette province lorsqu'elles ont conquis de nombreuses régions du Tibet. Elles ont finalement remis le pouvoir au dirigeant de la période Sakya.
Au XIVe siècle, le Dolpo tomba sous la tutelle de son voisin oriental, le royaume de Lo, qui contrôlait la route commerciale transhimalayenne à travers les gorges de Kali Gandaki. Les Dolpo-pa devaient payer des impôts et se rendre à Lo Mantang pour fournir du travail manuel. Pendant un certain temps entre le XVe siècle (1440 ?) et le XVIe siècle, le Dolpo fut temporairement indépendant et gouverné par un roi de la dynastie Ra nag.
En 1769, Prithvi Narayan, chef de la petite principauté située sur l'actuel district de Gorkha, soumit progressivement les nombreuses principautés environnantes. Les Gorkhas conquièrent Katmandou et fondèrent le royaume du Népal, qui atteindra bientôt plus ou moins l'étendue moderne du pays. En 1789, le Népal englobe le royaume de Lo et avec lui, le Jumla et le Dolpo, qui tombèrent sans même que les troupes n'y entrassent. La tentative du royaume d'arracher à la Chine sa suzeraineté nominale sur le Tibet s'est soldée par une intervention chinoise massive qui a obligé le Népal à rendre hommage à la Chine. Le Dolpo, quant à lui, devint gouverné par de nouveaux maîtres, d'une religion différente (l'hindouisme), depuis une capitale lointaine. Les nouveaux dirigeants ignorent cette région isolée, sauf pour prélever les taxes sur le sel. La vie quotidienne ne changea donc pas beaucoup. Ses habitants continuèrent à aller au Tibet pour faire paître leur bétail et troquer le grain contre le sel des Drog-Pa, peuples nomades des hauts plateaux,.
En 1890, le moine japonais Ekai Kawaguchi traversa la région en fraude afin d'aller étudier des textes bouddhiques au Tibet. Il était habillé en lama et équipé du strict minimum, avec rien de plus « que la neige pour couche et un rocher en guise d'oreiller » (comme il l'écrit dans son Three Years in Tibet, publié en 1909). Bien qu'étonné que des personnes puissent survivre dans une telle région inhospitalière et isolée, il apprécia la beauté sauvage du lieu. Il déclare ainsi « Je ne dois pas oublier de payer le tribut à cette nature grandiose : les sommets aux neiges éternelles, les gigantesques amas de roches déchiquetées, la quiétude des lieux, le tout important la crainte, élevant l'âme ».
Dans les années 1920, deux cartographes de la Survey of India (en) firent le tracé de la région.
Après la Seconde Guerre mondiale, le géologue suisse Toni Hagen (en) la traversa et un botaniste en étudia la flore.
Toutefois, ce n'est qu'en 1956 que l'Occident prit vraiment conscience de son existence. En effet, le séjour du tibétologue britannique David Snellgrove, qui resta plus d'un an sur place, permit au Dolpo de figurer sur une carte. Il déclara dans son Himalayan Pilgrimage: a study of Tibetan religion by a traveller through Western Nepal (1961) que « Nous admirons ce splendide paysage, différent de tout ce que j'ai pu visiter dans l'Himalaya ». Toujours dans les années 1950, l'invasion du Tibet par la Chine et l'ouverture du Népal au monde moderne et au tourisme bouleversèrent radicalement la culture et l'économie de l'Himalaya. Cependant, le Dolpo fut épargné, toujours à l'écart des grandes mutations.
Dans les années 1960, l'ethnologue français Corneille Jest partagea « l'âpre vie quotidienne de ces hommes qui semblaient surgir du fond des temps », comme il l'écrit dans son Tarap, une vallée dans l'Himalaya,.
Dans les années 1970, le naturaliste et écrivain américain Peter Matthiessen accompagna son compatriote, le zoologue George Schaller, dans son étude sur le bharal bleu du Tibet, expédition qu'il relate dans Le Léopard des neiges (1978). Il explique que « Le Dolpo, mal connu des Occidentaux encore aujourd'hui, est la dernière poche d’authentique culture tibétaine. Son peuple, de pure souche tibétaine, a un mode de vie peu différent de celui des Tartares Ch'ang d'Asie centrale, peut-être les premiers Tibétains, et sa langue n'est pas sans rappeler celle des nomades qui arrivèrent nombreux il y a deux mille ans ».

## Religion
La religion a été marquée par la religon tibétaine Bön. Yangton lama Gyaltsan Rinchen fonda au XIIIe siècle un premier monastère, Samling gompa. Depuis, d'autres lieux de culte böns ont été construits sur le territoire au fil des siècles. En 2007 encore, dans le village de Khali Bon, le temple Kha legs ‘bum dgon fut construit à l’ombre d’une montagne sacrée à trois faces, le Morisosum (Mon ri Zur gsum), reliée à la divinité bön Zhang Zhung Meri (en).

## Dans la culture

### Au cinéma
Le film franco-népalais Himalaya : L'Enfance d'un chef d'Éric Valli (1999) donne un aperçu des coutumes locales. Il a été le premier film népalais à être nommé pour un Oscars, en 1999 (meilleur film en langue étrangère) et a également connu un énorme succès au Népal même, attirant l'attention du pays sur la région. Kenneth M. Bauer note que l'authenticité du film était en grande partie artificielle, car les dialogues mélangeaient le tibétain standard des acteurs professionnels avec les dialectes locaux des villageois. Et toutes les influences extérieures de la région (telles que les vêtements, les maoïstes et les touristes) étaient cachées. Il décrit également l'impact du film sur la région en termes d'emplois.

### À la télévision
Le documentaire Dolpo Tulku de 2009 suit Sherap Sangpo (né en 1981 dans la vallée de Tarap) dans son voyage de retour depuis l'Inde vers sa région d'origine, où il fit ses premiers pas en tant que chef spirituel bouddhiste du Dolpa. À l’âge de dix ans, il avait fait un pèlerinage en Inde et, après avoir rencontré le Dalaï Lama, avait décidé de devenir moine. Au monastère de Ka-Nying à Katmandou, il fut bientôt reconnu comme la réincarnation du Lama Nyinchung et envoyé au monastère de Namdroling au Karnataka. Après 16 ans passés dans le sud de l'Inde, ses études sont terminées. En 2008, il retourne dans sa région natale pour reprendre les responsabilités de son prédécesseur en tant que chef spirituel bouddhiste du Dolpa et en particulier des monastères de Dho-Tarap, Namgung et Saldang.

### Dans la littérature
Ekai Kawaguchi, moine japonais, traverse la région pour se rendre au Tibet, comme il l'évoque dans Three Years in Tibet (1909).
David Snellgrove, tibétologue britannique qui resta plus d'un an au Dolpo, ce qui lui permit d'écrire Himalayan Pilgrimage: a study of Tibetan religion by a traveller through Western Nepal (1961).
Corneille Jest, ethnologue français, raconte sa vie avec les Dolpo-pa dans les années 1960 dans Tarap, une vallée dans l'Himalaya.
Peter Matthiessen, naturaliste et écrivain américain, relate son expédition sur place dans Le Léopard des neiges (1978).
Tenzing Norbu, lama et peintre du Dolpo, a illustré plusieurs livres se déroulant dans cette région :
- Himalaya : l'enfance d'un chef, adaptation en roman jeunesse du film homonyme par Évelyne Brisou-Pellen, co-illustré par Debra Kellner (1999). Il a aussi illustré son adaptation en album jeunesse par Justine de Lagausie (2000) ;
- La montagne de cristal, conte écrit par Marie-Claire Gentric (2003).

Éric Valli, photographe, cinéaste et écrivain français qui a beaucoup voyagé dans l'Himalaya, a écrit plusieurs livres qui prennent place dans le Dolpo :
- Sara au pays des dieux, récit de voyage coécrit avec la journaliste photographe Diane Summers, illustré par Tenzing Norbu et Kungulap (1995) ;
- Les voyageurs du sel, ouvrage documentaire coécrit avec la journaliste photographe Diane Summers, illustré par Tenzing Norbu (1996) ;
- Himalaya, l'enfance d'un chef, ouvrage documentaire sur le tournage du film homonyme, coécrit avec la reportrice Debra Kellner (2001).

## Personnalités
- Orgyan Chokyi, ermite[11]
- Dolpopa Sherab Gyaltsen
- Tenzing Norbu[12]